# Coprochernes costaricensis
Coprochernes costaricensis är en spindeldjursart som beskrevs av Beier 1976. Coprochernes costaricensis ingår i släktet Coprochernes och familjen blindklokrypare. Inga underarter finns listade i Catalogue of Life.